# Bourmont

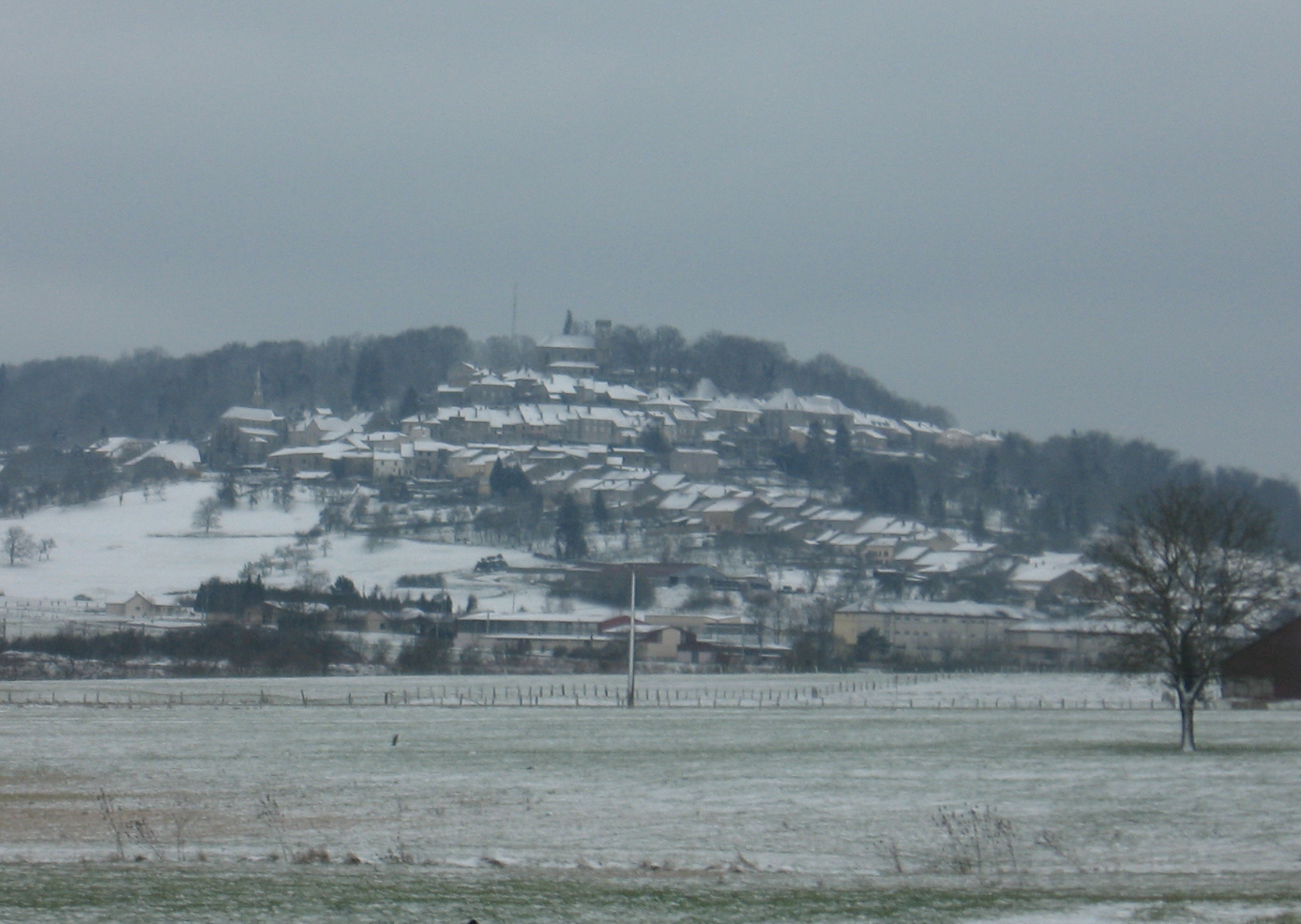
Bourmont

Bourmont is een plaats en voormalige gemeente in het Franse departement Haute-Marne in de regio Grand Est en telt 558 inwoners (2005). De plaats maakt deel uit van het arrondissement Chaumont.

## Geschiedenis
Op 23 mei 2016 fuseerde de gemeente Bourmont met de aangrenzende gemeente Nijon tot de commune nouvelle Bourmont-entre-Meuse-et-Mouzon.

## Geografie
De oppervlakte van Bourmont bedraagt 16,2 km², de bevolkingsdichtheid is 34,4 inwoners per km².
De onderstaande kaart toont de ligging van Bourmont met de belangrijkste infrastructuur en aangrenzende gemeenten.

## Demografie
Onderstaande figuur toont het verloop van het inwonertal.
Bourmont · Gonaincourt · Goncourt · Nijon